# 熱列布基 (皮德沃洛奇西克區)
49°30′12″N 25°54′10″E / 49.50333°N 25.90278°E
熱列布基（烏克蘭語：Жеребки）是位於烏克蘭西部特諾皮爾州裏特諾皮爾區的村莊，始建於1574年，面積2.86平方公里，2001年人口686，人口密度每平方公里240人。